# قره‌داغ‌لی، ترتر
قره‌داغ‌لی (به لاتین: Qaradağlı) یک منطقه مسکونی در جمهوری آذربایجان است که در شهرستان ترتر واقع شده است. قره‌داغ‌لی ۲۰۹۲ نفر جمعیت دارد.